# Bardo
Bardo (furlansko Lusevare, italijansko Lusevera) je občina v Videmski pokrajini v italijanski deželi Furlaniji - Julijski krajini,
Naselje se nahaja v zgornji Terski dolini, okoli 80 km severozahodno od Trsta in okoli 20 km severno od Vidma, ob meji s Slovenijo, ter meji na naslednje občine: Humin, Kobarid v Sloveniji, Gorjani v Benečiji (Montenars), Neme, Rezija, Tipana, Čenta in Pušja vas. Večina prebivalstva v občini govori poleg italijanščine eden ali oba uradno priznana manjšinska jezika - ki sta slovenščina in furlanščina. Bardo je glavno naselje terske Beneške Slovenije.

## Območje občine
Sedež občine je v naselju Njivica (Vedronza). Po podatkih ob koncu leta 2004, je v občini živelo 767 prebivalcev na območju 52,9 km2. Občino Bardo sestavljajo naselja:
- Podbardo (Cesariis)
- Bardo (Lusevera)
- Sedlišča (Micottis)
- Mužac (Musi)
- Brég (Pers)
- Ter (Pradielis)
- Zavarh (Villanova delle Grotte)

## Etnična sestava prebivalstva
Po popisu prebivalstva iz leta 1971 se je 86,4 % prebivalcev opredelilo, da so Slovenci.
V Bardu je dalj časa živel in deloval narodni delavec, borec za pravice Slovencev, prof. Viljem Černo.